# Escanda (hinduísmo)
Kartiqueia, Kartikeya, Skanda, Scanda,  Kumara, Subrahmanya, Muragan e Kartikeya são diferentes nomes para o deus do guerra no Hinduísmo. Filho de Xiva e da deusa Parvati, teria nascido da união das energias dos dois deuses. Segundo outro mito, teria nascido do rio Ganges, a partir do sêmen de Xiva, quando este se banhava no rio, sendo, por isso, chamado de Ganga-ja ("nascido do Ganges").
Já em outro mito, teria nascido de seis centelhas brotadas dos olhos de Xiva: essas seis centelhas teriam dado origem a seis crianças que teriam sido abraçadas com tanta força por Parvati que elas teriam se tornado uma só criança com seis cabeças, Kartiqueia. Kartiqueia possui seis cabeças e doze braços. Sua montaria é um pavão. Substituiu o deus védico Indra, que, anteriormente, era o principal deus hindu da guerra. É muito popular no sul da Índia. Carrega o shula (lança).